# Norbert Poehlke
Norbert Hans Poehlke (* 15. September 1951 in Stuttgart; † 22. Oktober 1985 in Torre Canne, Gemeinde Fasano, Italien) war ein deutscher Polizist, der als „Hammermörder“ 1984/1985 bundesweit bekannt wurde. Er beging sechs Morde und vier Banküberfälle.

## Leben
Poehlkes Eltern kamen nach dem Zweiten Weltkrieg als Flüchtlinge aus Ostpreußen nach Schwaben. Ihr Sohn Norbert und eine Tochter wuchsen in Geisingen auf. Die Familie war im Ort sozial nicht besonders gut integriert und wurde als asozial abgestempelt. Laut Aussage von Zeitzeugen sahen Eltern es nicht gerne, wenn ihre Kinder Kontakt zu Norbert Poehlke hatten, dieser versuchte daher, sich durch riskante Mutproben Respekt und Ansehen zu verschaffen. Aufgrund seiner Außenseiterposition soll er einmal einen Selbstmordversuch unternommen haben. 1968 ließen seine Eltern sich scheiden, die Kinder zogen mit der Mutter nach Strümpfelbach. Norbert begann eine kaufmännische Ausbildung bei der Firma Kaelble, wurde jedoch nach mehrfachem unentschuldigtem Fehlen entlassen. Nach einer Tätigkeit als Hilfsarbeiter besuchte Poehlke die Polizeischule in Stuttgart, wo er seine spätere Frau Ingeborg kennenlernte.
Poehlke wurde Polizeibeamter im mittleren Dienst in Baden-Württemberg und war ab 1982 als Polizeiobermeister bei der Hundestaffel Stuttgart-Mühlhausen beschäftigt. Nach einem Lottogewinn von 36.000 DM errichtete er für sich und seine Familie, zu der zwei Söhne und eine Tochter gehörten, ein Eigenheim in dem zu Backnang gehörenden Dorf Strümpfelbach, wo er bereits mit seiner Mutter gelebt hatte. Allerdings übernahmen sich die Eheleute Poehlke bei dem Bau finanziell. Nach Errichtung des Einfamilienhauses war die Familie hoch verschuldet, schließlich soll ihr nur eine Summe von 250 Mark monatlich für den Lebensunterhalt geblieben sein. Im März 1984 starb seine Tochter Cordula an einem Gehirntumor im Alter von vier Jahren. Kollegen berichteten später, Poehlke sei sehr deprimiert gewesen, weil er sich keine Behandlung seiner Tochter durch teure Privatärzte leisten konnte. Möglicherweise glaubte er, mit entsprechenden finanziellen Mitteln wäre das Leben des Kindes zu retten gewesen.
Kurz danach begann er eine Serie von insgesamt drei Raubmorden und vier Banküberfällen, von denen drei nach dem gleichen Muster abliefen: Erst lauerte er einem zufälligen Opfer an einem abgelegenen Rastplatz auf, um an dessen Fahrzeug zu gelangen. Dabei tötete er den jeweiligen Fahrer mit seiner Dienstwaffe, einer Walther P5, durch einen Schuss in den Kopf. Nach der Tat fuhr er mit dem so erbeuteten Fahrzeug zu einer kleinen Bankfiliale, um diese auszurauben. Vermummt schlug er die Scheiben der Kassenschalter mit einem Vorschlaghammer ein, raubte Bargeld und flüchtete dann mit dem Fremdfahrzeug. Es ist unklar, inwieweit seine Ehefrau von diesen Taten wusste –  er versuchte zwar, die Herkunft des Geldes mit Nebenjobs als Wachmann zu erklären, die erbeuteten und ausgegebenen Summen lagen aber deutlich über dem, was er so tatsächlich hätte dazuverdienen können. Zumindest in späterer Zeit war in der Fahndung außerdem ausdrücklich auf den typischen Gang des Täters (Poehlke war leicht gehbehindert) verwiesen worden, so dass seine Ehefrau durchaus Verdacht geschöpft haben mag.
Die Mordserie versetzte die Bewohner im Raum Heilbronn-Ludwigsburg über ein Jahr lang in Angst, so wollten die Landwirte der Region nicht mehr alleine auf dem Feld arbeiten, an Forstarbeiter erging eine Dienstanweisung, nur noch zu zweit oder in der Gruppe in den Wald zu gehen. Der unbekannte Täter wurde in den Medien bald als „Hammermörder“ bezeichnet, obwohl der Vorschlaghammer nicht sein Mordwerkzeug war.

## Chronologie der Verbrechen und Fahndungsmaßnahmen

### Mord an Siegfried Pfitzer und Raubüberfall in Erbstetten
Den ersten Mord beging Poehlke am 3. Mai 1984 auf einem Parkplatz beim Gruppenklärwerk „Häldenmühle“ bei Marbach am Neckar; sein Opfer war der 47 Jahre alte Ingenieur und Handelsreisende Siegfried Pfitzer aus Aschaffenburg. Im Anschluss an die Tat überfiel er die Filiale der Volksbank in Erbstetten und erbeutete dabei 4.790 DM. Trotz intensiver polizeilicher Ermittlungen blieb die Suche nach dem Täter zunächst erfolglos.

### Mord an Richard Wethey und Raubüberfall in Cleebronn
Am 21. Dezember 1984 verübte Poehlke auf dem Waldparkplatz „Rohrthäle“ bei Großbottwar seinen zweiten Mord, dem der 37 Jahre alte Engländer Richard Wethey aus Nürnberg zum Opfer fiel. Eine Woche nach dem Mord an Wethey kam es zum Überfall auf die Filiale der Volksbank in Cleebronn, bei dem Poehlke 79.000 DM erbeutete.
Die daraufhin gebildete SOKO „Hammer“, die ihren Sitz im Schulzentrum Bottwar nahm, führte in der Folgezeit den bis dahin größten Polizeieinsatz der Nachkriegsgeschichte in Westdeutschland durch. In den nächsten vier Monaten gingen die Ermittler rund 540 Hinweisen nach und überprüften mehr als 1000 Personen.
Am 5. Juli 1985 bat die federführende Landespolizeidirektion Stuttgart I in der Fernsehsendung Aktenzeichen XY ungelöst öffentlich um die Mithilfe der Zuschauer. Nach der Sendung, in der ein Fahndungsfilm die bisherigen Morde und Überfälle rekonstruierte, erreichten die Kriminalpolizei aber keine entscheidenden Hinweise aus der Bevölkerung. Es wird vermutet, dass Poehlkes Ehefrau die Sendung gesehen hat, darin wurde der vom Täter zurückgelassene Vorschlaghammer aus dem Besitz der Familie gezeigt und auf den charakteristischen Gang des Täters hingewiesen.

### Mord an Wilfried Schneider und versuchter Raubüberfall in Spiegelberg
Am 22. Juli 1985 beging Poehlke seinen dritten Mord auf einem Wanderparkplatz an der L 1100 zwischen Ilsfeld und Flein, wo er den 26 Jahre alten Elektriker Wilfried Schneider aus Beilstein erschoss. Unmittelbar danach versuchte Poehlke, die Raiffeisenbank in Spiegelberg zu überfallen, musste jedoch ohne Beute fliehen.
Nach dem dritten Mord erhöhte sich der öffentliche Druck auf die Polizei erheblich. Diese hielt es inzwischen für möglich, dass der Täter aus den eigenen Reihen kam. Im August 1985 wurde schließlich ein italienischstämmiger Polizeibeamter als Tatverdächtiger festgenommen, da er über auffallend große Geldsummen verfügte; schnell stellte sich jedoch heraus, dass er nichts mit der Raub- und Mordserie zu tun hatte. Es kam zu einer Vernehmung von Poehlke, eine Reihe von Ermittlungsfehlern führte aber dazu, dass man seine Spur zunächst nicht weiter verfolgte.

### Raubüberfall in Rosenberg
Am 27. September 1985 überfiel er die Raiffeisenbank in Rosenberg, diesmal jedoch ohne Hammer und ohne sich zuvor durch einen weiteren Mord ein Fluchtfahrzeug zu beschaffen. Er erbeutete 11.000 DM und flüchtete mit dem Fahrzeug eines Bankkunden. Aufgrund von Zeugenbeschreibungen konnte die Polizei diesmal ein Phantombild des Täters erstellen, das, wie sich später herausstellte, sehr große Ähnlichkeit mit Poehlke besaß.

### Morde an Ehefrau und Kindern
Nachdem Experten inzwischen die Dienstwaffen aller Polizeiangehörigen im Raum Stuttgart abgefeuert und die Projektile mit denen von den Tatorten verglichen hatten, standen die Morde und Überfälle Anfang Oktober 1985 kurz vor der Aufklärung. Angesichts seiner drohenden Festnahme tötete Norbert Poehlke am 13. Oktober 1985 in seinem Haus in Strümpfelbach, Ludwigsburger Straße 26, zunächst seine auf der Couch sitzende Ehefrau mit einem Kopfschuss und dann im Kinderzimmer seinen im Bett liegenden älteren Sohn Adrian (7) mit einem Schuss in das Gesicht. Auch seinen Hund erschoss er mit einem Kopfschuss. Anschließend flüchtete er in seinem Privatwagen zusammen mit dem jüngsten Sohn Gabriel (4) in die italienische Küstenstadt Brindisi. In dem zu Fasano gehörenden Hafenort Torre Canne tötete er schließlich am 22. Oktober 1985 Gabriel mit einem Schuss in das Gesicht und anschließend sich selbst per Kopfschuss.

## Verfilmungen und Dokumentationen
Der deutsche Rechtsanwalt und Drehbuchautor Fred Breinersdorfer legte 1986 zusammen mit Elke R. Evert das Buch Der Hammermörder. Ein dokumentarischer Roman vor und schrieb 1989 in Anlehnung an den Fall Norbert Poehlke das Stück Der Hammermörder. Der darauf basierende gleichnamige Spielfilm mit Christian Redl und Ulrike Kriener in den Hauptrollen wurde 1990 im ZDF ausgestrahlt und im Folgejahr mit dem Adolf-Grimme-Preis ausgezeichnet.
Die 1999 erstmals ausgestrahlte Folge „Gier“ der Fernsehserie Die Cleveren lehnt sich in einer Reihe von Einzelheiten an den Fall Poehlke an; dazu gehören etwa der Modus Operandi bei der Beschaffung von Fahrzeugen für die Überfälle, die Lebensumstände des Täters oder das Verdächtigen eines anderen Polizeibeamten im Zuge der Ermittlungen.
2001 strahlte die ARD im Rahmen ihrer Sendereihe Die großen Kriminalfälle eine Dokumentation über den Fall Poehlke unter dem Titel Der Hammermörder – Blutspur eines Polizisten aus, die den Tatablauf anhand der Ermittlungsakten szenisch rekonstruiert und in der zahlreiche Zeitzeugen zu Wort kommen.
2018 war der Fall Hauptthema in der Folge 4 der ZDF-Dokumentationsreihe Aufgeklärt – Spektakuläre Kriminalfälle. Die Erstausstrahlung fand am 15. Juni 2018 statt.

### Zeitungs- und Zeitschriftenartikel
- Vor 30 Jahren tötete Norbert Poehlke sechs Menschen. (Stuttgarter Zeitung online, abgerufen am 20. Oktober 2015)
- Spur 3799: Richtige Fährte, falsches Raster. In: Der Spiegel. Nr. 17, 1986, S. 53–60 (online).
- Der „Hammermörder“: Unter seiner Maske steckte ein Polizist (Der Express, Crime History abgerufen am 4. März 2021)

### Fernsehen
- Fred Breinersdorfer, Anne Worst: Der Hammermörder – Blutspur eines Polizisten. Das Erste vom 24. Mai 2001 (WH 23. April 2013 SWR, 3sat) (YouTube)

### Archiv
- Der Fall des Hammermörders im Landesarchiv Baden-Württemberg ("Mordakte Ludwigsburg: Der Tod lauert auf dem Wanderparkplatz")